# Kirjais
Kirjais (finn. Kirjainen) ist eine 10 km² große Insel im Schärenmeer vor der Südwestküste Finnlands. Sie liegt ca. 40 km Luftlinie südwestlich von Turku und gehört verwaltungsmäßig zur Stadt Pargas (Parainen). Bis 2008 war Kiriais ein Teil der ehemaligen Gemeinde Nagu (Nauvo). Auf der Insel liegt das gleichnamige Dorf Kirjais. Die wichtigste Nachbarinsel ist Lillandet im Norden. Zwei Brücken verbinden Kirjais über die kleinere Insel Sommarö mit Lillandet. Im Osten der Insel befindet sich ein Fährhafen. Außerdem gibt es einen großen zentralen Busbahnhof.